# Ca l'Alsina (Cervera)
Ca l'Alsina és una obra de Cervera (Segarra) protegida com a Bé Cultural d'Interès Local.

## Descripció
Casa plurifamiliar entre mitgeres amb dues façanes. Consta de planta baixa i tres plantes superiors. Coberta de teula àrab amb cornisa. La façana plana de composició simètrica, està arrebossada. Les voltes estan formades per pilars cilíndrics de pedra de base i capitell de pedra, jàsseres i bigues de fusta.